# Hebius popei
Espèce
Synonymes
- Natrix popei Schmidt, 1925
- Amphiesma popei (Schmidt, 1925)

Statut de conservation UICN

 LC  : Préoccupation mineure
Hebius popei est une espèce de serpents de la famille des Natricidae. 

## Répartition
Cette espèce se rencontre, :
- dans le sud de la république populaire de Chine du Hainan au Hunan et au Yunnan ;
- au Viêt Nam.

## Étymologie
Cette espèce est nommée en l'honneur de Clifford Hillhouse Pope.

## Publication originale
- Schmidt, 1925 : New reptiles and a new salamander from China. American Museum Novitates, no 157, p. 1-5 (texte intégral).